# 上村優也
上村 優也（うえむら ゆうや、1994年11月18日 - ）は、日本の男性プロレスラー。愛媛県今治市出身。新日本プロレス所属。愛媛県立今治工業高校、福岡大学卒業。

## 来歴

### デビュー以前
2013年3月 愛媛県立今治工業高校卒業後、福岡大学に進学。2015年に西日本学生レスリング選手権 グレコローマンスタイル71kg 級準優勝。2016年に西日本学生レスリング選手権 グレコローマンスタイル71kg 級優勝、グレコローマンスタイル最優秀選手賞を受賞している。
2017年にはぺトコ・シラコフ＆イワン・イリエフ国際大会（U23）グレコローマンスタイル75kg級で5位となる。
2017年3月、福岡大学スポーツ科学部を卒業。

### 新日本プロレス

#### ヤングライオン時代
2017年4月10日、新日本プロレスに入寮（入門）。1年の練習生期間を経て2018年4月10日、新宿FACEにて開催されたLION'S GATE PROJECT 11の舞台で成田蓮を相手にデビューする。なお、試合は成田の逆エビ固めで上村がギブアップ負けを喫した。
デビューから約一年後となる2019年4月14日、上村は『Road to レスリングどんたく 2019』第2戦の高崎大会の第1試合において前日、自身からシングル初勝利をあげた辻陽太から逆エビ固めでギブアップを奪い、待望のシングル初勝利をあげた。
10月16日から開催されたSUPER Jr. TAG LEAGUE 2019において上村はタイガーマスクのタッグパートナーに抜擢され、公式戦初出場を果たす。タイガーも上村の頑張りを絶賛したが、0勝7敗（0点）でリーグを終えた。
2020年6月16日から開催されたNEW JAPAN CUP 2020に初出場を果たし、6月17日の第２試合に行われた1回戦では金丸義信と対戦した。上村も番狂わせを狙い気合を見せるようにゴング前に奇襲攻撃を仕掛け、スワンダイブのクロスボディやダイヤル固めなど新たな技を繰り出すが、金丸はペースは握らせず着実にダメージを与えられていくと最後は金丸のディープインパクトに沈み、1回戦で敗退となった。11月に開催されたBEST OF THE SUPER Jr.27では負傷欠場した金丸の代打で初出場したが、上村の0勝9敗に終わった。
2021年6月に開催されたKIZUNA ROAD 2021で上村のシングル5番勝負が行われ、14日に鈴木みのる、15日にザック・セイバーJr.、16日に棚橋弘至、22日にタイチ、23日に飯伏幸太の胸を借りた。コロナ禍などもあり過去最長の3年4ヶ月の期間、上村はヤングライオンとして過ごしたが7月26日、上村のヤングライオン卒業と海外遠征が発表され、オカダ・カズチカを相手に8月1日の壮行試合を闘った。

##### 海外遠征へ
8月14日、海外遠征後の初戦となったロサンゼルス大会において10人タッグ戦に出場。ダニー・ライムライトから勝利を収め、試合後には日米通じて初のマイクアピールを行い、更には柴田勝頼からLA道場入りを認められた。バックステージのインタビューで上村は、「ヤング・ライオン」からの脱却を宣言した。

#### 2022年
2022年5月1日、AEWダークのオール・エリート・レスリングでデビューしアンジェリコと対戦するも、敗れた。6月19日にはクリストファー・ダニエルズとタッグを組み『NJPW STRONG無差別級タッグ王座決定トーナメント』に出場。上村はダニエルズからリングギアをプレゼントされる。1回戦ではザ・ファクトリー（アーロン・ソロ＆ニック・コモロト）、準決勝ではTMDK（マイキー・ニコルズ＆シェイン・ヘイスト）を撃破。8月13日のハイ・アラートでの決勝で、上村とダニエルズはオージー・オープン（カイル・フレッチャーとマーク・デイビス）に敗れた。その後、上村がダニエルズを慰めに行くと、ダニエルズは上村の敗因を責めて逆上した。なおも上村はダニエルズに勝負を挑み、9月11日のオータム・アクションでダニエルズに勝利した。8月2日の『インパクト！』でIMPACT WRESTLINGにデビュー。デビュー戦はケニー・キングに敗れた。その後数ヵ月間、上村は強化選手として他の経験豊富なレスラーにほとんどの試合で敗れ、他のレスラーを引き立てると同時に、リング上でのテレビでの経験を積むことになる。11月3日、IMPACT WRESTLINGの『Xディビジョン王座挑戦者決定トーナメント』に出場するが、1回戦でPJブラックに敗れた。

#### 2023年
2023年3月30日、ロサンゼルスでの新日本とIMPACTの合同興行でゲイブリエル・キッドに勝利。2023年3月、トミー・ドリーマーをブリー・レイの襲撃から救ったことをきっかけにブリー・レイとグッド・ハンド（ジェイソン・ホッチとジョン・スカイラー）と抗争を開始。このことから、インパクトは4月16日のリベリオンでのハードコア・ウォーでドリーマーとレイが5人1組のチームを率い、上村もチーム・ドリーマーの一員として試合に勝利を収め、2人の抗争に終止符を打つことを発表した。6月22日のインパクト！で上村はジョー・ヘンドリーのインパクト・デジタル・メディア選手権に挑戦したが、敗れた。その直後、上村はキングとヘンドリーの抗争に巻き込まれ、7月28日のインパクト！では上村、キング、ヘンリーの3人でインパクト・デジタル・メディア王座決定戦が行われた。上村はキングに王座防衛を許し、勝利することはできなかった。その直後、上村はキングとシェルドン・ジーンとの抗争でジョー・ヘンドリーをサポートするようになり、最終的に2人はファーストネームを組み合わせたJOYA（ジョヤ）というチームを結成。9月14日にIMPACT WRESTLINGで行われた4つのブリーフケースのうち、3つはタイトル挑戦権で残りの1つを引いた選手は団体から追放となる「FEAST OR FIRED」戦で勝利し、ブリーフケース4を獲得。21日のIMPACT WRESTLINGでは、同じく獲得者となったクレイジー・スティーブ、ムース、クリス・ベイとともにバックステージに登場した。一番最後に開けた上村のブリーフケースの中には“FIRED"の文字が記載されておりIMPACT WRESTLINGを追放処分になった。9月28日に残留をかけてJOYA対ラスカルズと対戦したが敗れ、上村の追放が正式に決定した。　

### 帰国　～Just 5 Guys加入へ
10月9日、上村は両国国技館大会のHOUSE OF TORTURE（高橋裕二郎、SHO、金丸義信）との6人タッグマッチにて“Just 5 Guys”が投入を予告していた“X”として電撃凱旋し、帰国第1戦は閂スープレックスホールドで高橋から勝利を収めた。11月11日、オカダ＆棚橋＆石井組が持つNEVER無差別級6人タッグ王座にSANADA＆タイチ＆上村組で挑戦したが敗北。11月20日からのWORLD TAG REAGUEにおいてタイチとタッグを組み、STRONG無差別級タッグ王座を保持するヒクレオ&エル・ファンタズモ組から勝利を挙げるなど活躍したが、最終戦でIWGPタッグ王座を保持する後藤洋央紀&YOSHI-HASHIのタッグ・毘沙門に敗れ、決勝トーナメント進出はならなかった。

#### 2024年
1月4日、東京ドーム大会で凱旋後初となる同期・辻陽太とのシングル戦に勝利したが、翌1月5日、墨田区大会でLOS INGOBERNABLES de JAPONとJust 5 Guysの軍団対抗戦が勃発。辻とのライバル関係も過熱の一途を辿り、2月24日札幌大会にて、お互いの髪の毛を賭けて『敗者髪切りマッチ』に挑むが敗戦を喫した。4月27日に開催された『JR HAKATA CITY Presents Road to レスリングどんたく 2024』広島サンプラザホール大会の『KOPW 2024』争奪戦 地方再生マッチ～広島編～にて、KOPW2024保持者のグレート-O-カーンに勝利し、KOPW2024第3代保持者となった。7月20日から開催のG1 CLIMAX 34に初出場。しかし、8月10日、ゼビオアリーナ仙台大会にて負傷（全治6ヶ月の上腕三頭筋断裂）をし、復帰時期未定の欠場となった。

#### 2025年
2月11日、NEW BEGINNING in OSAKAで行われたタイチとSANADAのスペシャルシングルマッチ後、SANADAが石森太二と共にタイチへの追撃を行っていたところに、救援に駆けつけた。3月8日から開催された『NEW JAPAN CUP 2025』1回戦でSANADAと対戦、SANADAのオコーナーブリッジを切り抜けた上村が押さえ込んで3カウントを奪取しSANADAから初勝利。3月11日にNJC2回戦をシード選手のYOSHI-HASHIと闘いカンヌキスープレックスで切り返し勝利し8強入り。3月15日にNJC準々決勝戦をデビッド・フィンレーと闘ったが敗北した。6月15日、大阪城ホール大会にてDOUKIがJust 4 Guysを離脱したことを受け、Just 4 Guysを事実上解散し、タイチとともに本隊加入。

## 得意技
閂スープレックスホールド
凱旋帰国後の上村のフィニッシュ・ホールド。
フランケンシュタイナーからの腕ひしぎ十字固め

## タイトル歴
新日本プロレス
- KOPW2024（第3代）